# Przygody Sherlocka Holmesa
Przygody Sherlocka Holmesa (ang. The Adventures of Sherlock Holmes) – zbiór 12 opowiadań szkockiego pisarza, sir Arthura Conana Doyle’a, ilustrowanych przez Sidneya Pageta i opublikowanych pierwotnie w „The Strand Magazine” w latach 1891–1892. I wydanie książkowe ukazało się 14 października 1892 w liczbie 10 tysięcy egzemplarzy

## Książka
Pierwszy z pięciu zbiorów opowiadań o przygodach detektywa Sherlocka Holmesa, wydany po dwóch powieściach: Studium w szkarłacie i Znak czterech. Podobnie jak w wymienionych tytułach, Holmes rozwiązuje nietypowe i skomplikowane zagadki kryminalne, posługując się przede wszystkim metodą dedukcji. W rozszyfrowywaniu problemów pomaga detektywowi także znajomość psychologii, chemii, prawa, literatury sensacyjnej oraz policyjne kroniki wypadków i nieodłączna fajka, a czasami gra na skrzypcach. Ponadto dzięki nieprzeciętnej sprawności fizycznej potrafi wyjść cało z najtrudniejszych opresji. W działaniach towarzyszy mu dr Watson, przyjaciel i kronikarz wszystkich znaczących dokonań.
W 2010 zbiór wydano w nowym tłumaczeniu Ewy Łozińskiej-Małkiewicz.

## Pierwowzór
Inspiracją dla postaci Sherlocka Holmesa był profesor Joseph Bell.

## Lista opowiadań
- Skandal w Bohemii lub Niezwykła kobieta (ang. A Scandal in Bohemia, I wyd. wydanie w lipcu 1891)
- Związek rudowłosych lub Liga rudzielców (The Red-headed League, sierpień 1891)
- Sprawa tożsamości (A Case of Identity, wrzesień 1891)
- Tragedia w Boscombe Valley, Tajemnica doliny Boscombe lub Tajemnica Boscombe Valley (The Boscombe Valley Mystery, październik 1891)
- Pięć pestek pomarańczy (The Five Orange Pips, listopad 1891)
- Człowiek z wywiniętą wargą lub Krzywousty (The Man with the Twisted Lip, grudzień 1891)
- Błękitny Karbunkuł lub Błękitny rubin (The Adventure of the Blue Carbuncle, styczeń 1892)
- Nakrapiana przepaska niesie śmierć lub Nakrapiana przepaska lub Wzorzysta wstęga (The Adventure of the Speckled Band, luty 1892)
- Kciuk inżyniera lub Sherlock Holmes w Eyford (The Adventure of the Engineer's Thumb, marzec 1892)
- Nobliwy kawaler lub Szlachetny kawaler (The Adventure of the Noble Bachelor, kwiecień 1892)
- Diadem z berylami lub Berylowy diadem (The Adventure of the Beryl Coronet, maj 1892)
- Przygoda w Copper Beeches lub Buczyna (The Adventure of the Copper Beeches, czerwiec 1892)

Późniejsze polskie wydania opowiadań Conana Doyle’a, wydane pod takim samym tytułem, różniły się niekiedy zawartością zbioru.